# Mecistoptera
Mecistoptera é um gênero de traça pertencente à família Arctiidae.